# Hanna Bessonowa
Hanna Wolodymyriwna Bessonowa (ukrainisch Ганна Володимирівна Безсонова; russisch Анна Владимировна Бессонова Anna Wladimirowna Bessonowa; * 29. Juli 1984 in Kiew, Ukrainische SSR) ist eine ehemalige  ukrainische Einzelgymnastin.

## Werdegang
Ihr Vater Wolodymyr Bessonow ist ein ehemaliger Fußballspieler von Dynamo Kiew, er war 79-facher Nationalspieler der Sowjetunion und ist als Fußballtrainer tätig; ihre Mutter, Viktoria (geborene Serikh) war zweifache Weltmeisterin der Rhythmischen Sportgymnastik mit der Gruppe. Anna begann mit 5 Jahren mit der Rhythmischen Sportgymnastik. Ihre Mutter wollte, dass Anna eine Balletttänzerin wird, doch Anna wollte unbedingt Gymnastin werden.
Sie trainierte bei Iryna und Albina Derjugina in der Derjugina-Schule in Kiew. Schon in jungen Jahren hatte sie große Erfolge, zunächst mit der Gruppe und danach im Einzelbereich. Ihre erste Einzel-Platzierung bei einer internationalen Meisterschaft war der vierte Platz mit dem Band bei der Europameisterschaft 2000. 2001 bei der Weltmeisterschaft in Madrid gewann sie im Einzelmehrkampf die Bronzemedaille, hinzu kamen Silber mit dem Reifen und dem Ball, sowie Bronze mit dem Seil. Bei der Europameisterschaft 2002 erhielt sie ebenfalls die Bronzemedaille im Mehrkampf, dazu kam Silber mit dem Seil und Bronze mit den Keulen. Ende 2002 gewann Bessonowa beim World Cup in Stuttgart drei Geräte und belegte mit dem Ball den zweiten Platz.
2003 gewann sie bei der Europameisterschaft in Riesa drei Goldmedaillen mit Band, Keulen und Reifen, bei der Weltmeisterschaft 2003 in Budapest siegte sie mit Reifen und Keulen und erhielt Silber im Mehrkampf, mit der Mannschaft und mit Ball sowie Band. 2004 wurde sie bei der Europameisterschaft in ihrer Heimatstadt Kiew Zweite im Mehrkampf. Bei den Olympischen Spielen 2004 in Athen wurde sie Dritte mit insgesamt 106.700 Punkten (Band 26.725, Keule 26.950, Ball 26.525, Reifen 26.500) hinter den beiden Russinnen Alina Kabajewa und Irina Tschaschtschina. 
Auch in den nächsten Jahren erhielt Hanna Bessonowa bei Europameisterschaften und Weltmeisterschaften Medaillen im Mehrkampf und in den Einzeldisziplinen, aber erst 2007 gewann sie wieder einen Titel: Bei der Weltmeisterschaft 2007 in Patras siegte sie im Mehrkampf. Ein Jahr später bei den Olympischen Spielen 2008 in Peking erhielt sie mit insgesamt 71,875 Punkten erneut die Bronzemedaille; während die russische Siegerin Jewgenija Kanajewa über dreieinhalb Punkte Vorsprung hatte, lag Bessonowa nur 0,05 Punkte hinter der Weißrussin Ina Schukawa zurück. Ein Jahr später belegte sie auch bei der Weltmeisterschaft in Mie den dritten Platz im Mehrkampf.

## Medaillen

### Weltmeisterschaften
- Mehrkampf: Bronze 2001, Silber 2003, Silber 2005, Gold 2007, Bronze 2009
- Mannschaft: Silber 2003
- Ball: Silber 2001, Silber 2003, Bronze 2009
- Band: Silber 2005, Silber 2007, Silber 2009
- Keulen: Gold 2003, Silber 2005, Silber 2007
- Reifen: Silber 2001, Gold 2003, Bronze 2007
- Seil: Bronze 2001, Silber 2003, Bronze 2009

### Europameisterschaften
- Mehrkampf: Bronze 2002, Silber 2004, Silber 2008
- Ball: Silber 2003, Silber 2005, Silber 2009
- Band: Gold 2003, Silber 2005, Silber 2007, Bronze 2009
- Keulen: Bronze 2002, Gold 2003, Bronze 2005, Bronze 2007
- Reifen: Gold 2003, Silber 2007, Bronze 2009
- Seil: Silber 2002, Bronze 2005, Bronze 2009